# 医療機器製造販売業
医療機器製造販売業（いりょうききせいぞうはんばいぎょう）とは、医療機器の製造など（他に委託して製造をする場合を含み、他から委託を受けて製造をする場合を含まない）をし、または輸入をした医療機器を販売し、賃貸し、または授与する業態。いわゆる元売業である。
日本において医療機器製造販売業を行うためには、薬事法第12条に基づき許可を得なければならない。

## 事業者の責務
製造販売業業者は、当該製品を日本国内に流通させることについて責任を負う主体である。上市する製品の品質保証と、上市後の製品に関する安全管理について、それぞれ省令により要求されている。

## 表示
薬事法第63条に基づき製品には製造販売業者名が表示される。このため、製造物責任法の適用対象にもなる。

## 許可の種類
医療機器製造販売業許可は、第1種、第2種、第3種の3種がある。この種別により扱える医療機器のクラスが異なる。医療機器は告示により、人体などへの危険度に応じ、クラスI（危険度低）からIV（高）までの4種に分類されており、第1種は全種類扱うことができる。第2種はクラスII、Iを扱うことができ、第3種はクラスIのみ扱うことができる。
医療機器製造販売業許可は、1法人に1つしか取得できない。

## 許可要件
許可は、次のような要件を満たしている申請者に対して付与される。
- 業務を総括する総括製造販売責任者の設置（常勤）
- 品質保証体制が構築されていること（GQP省令に適合）
  - 品質保証責任者の設置（省令4条3）
- 安全管理体制が構築されていること（GVP省令に適合）
  - 安全管理責任者の設置（省令4条2）

### 総括製造販売責任者の資格要件
高度管理医療機器もしくは管理医療機器の場合
ア）大学等で物理学、化学、生物学、工学、情報学、金属学、電気学、機械学、薬学、医学又は歯学に関する専門の課程を修了した者 
イ）旧制中学若しくは高校又はこれと同等以上の学校で、物理学、化学、生物学、工学、情報学、金属学、電気学、機械学、薬学、医学又は歯学に関する専門の課程を修了した後、医薬品、医療機器又は再生医療等製品の品質管理又は製造販売後安全管理に関する業務に三年以上従事した者
ウ）医薬品、医療機器又は再生医療等製品の品質管理又は製造販売後安全管理に関する業務に五年以上従事した後、別に厚生労働省令で定めるところにより厚生労働大臣の登録を受けた者が行う講習を修了した者
エ）厚生労働大臣が前三号に掲げる者と同等以上の知識経験を有すると認めた者
一般医療機器の場合
ア）旧制中学若しくは高校又はこれと同等以上の学校で、物理学、化学、生物学、工学、情報学、金属学、電気学、機械学、薬学、医学又は歯学に関する専門の課程を修了した者　　
イ）旧制中学若しくは高校又はこれと同等以上の学校で、物理学、化学、生物学、工学、情報学、金属学、電気学、機械学、薬学、医学又は歯学に関する科目を修得した後、医薬品、医薬部外品、化粧品、医療機器又は再生医療等製品の品質管理又は製造販売後安全管理に関する業務に三年以上従事した者
ウ）厚生労働大臣が前二号に掲げる者と同等以上の知識経験を有すると認めた者

### 品質保証責任者の資格要件
- 品質保証部門の責任者であること。[8]
- 品質管理業務その他これに類する業務に三年以上従事した者であること。
- 品質管理業務を適正かつ円滑に遂行しうる能力を有する者であること。
- 医薬品等の販売に係る部門に属する者でないことその他品質管理業務の適正かつ円滑な遂行に支障を及ぼすおそれがない者であること。

## 審査
申請先は、総括製造販売責任者の勤務する事業所のある都道府県知事である。申請後は都道府県により、GQPやGVP体制の構築状況の査察が行われる。